# Митрошка — солдат революції
«Митрошка — солдат революції» — радянський комедійний художній фільм 1929 року, знятий режисером Марком Терещенком на Одеській кіностудії (ВУФКУ).

## Сюжет
Роки громадянської війни. Митрошка — молодий малограмотний сільський хлопець. Через його сором'язливість і недолугість над ним постійно всі сміються. А тут ще й Параска, кохана, захотіла грамофон. Бере Мітрошка мішок картоплі, їде до міста з надією виміняти картоплю на грамофон. У вагоні-теплушці у хлопця крадуть документи. Красноармійський патруль відправляє безпаспортного тюхтія підмітати залізничні колії. Користуючись порадою земляка, червоноармійця Степана, Митрошка, щоб позбутися від колійних робіт, добровольцем вступає до лав Червоної Армії. Як людину революційно несвідому Митрошку посилають в сусіднє село за курми. А в селі — білі. Починається бій. Митрошка захоплює кулемет білих, і тим неабияк реабілітує себе в очах червоноармійців. Згодом Митрошка і дійсно стає підтягнутим, дисциплінованим бійцем Червоної Армії. Також здійснює справжній героїчний вчинок — до останнього моменту стримує натиск білих, і в їхньому обозі раптово знаходить новенький грамофон. З дозволу командування, Митрошка везе грамофон своїй коханій, Парасці, в подарунок. Потім повертається в загін довойовувати.

## У ролях
- Арсеній Куц — Митрошка
- Зоя Курдюмова — Параска
- О. Аппак — мати Митрошки
- Антон Клименко — Павло
- Іван Маліков-Ельворті — Альоша Божемой, дезертир
- Гавриїл Маринчак — командир бронепоїзду
- Олександр Чуверов — військом
- Анатолій Сміранін — військом
- Костянтин Кошевський — ад'ютант начальника
- Ф. Хохлов — командир загону червоних
- Анна Горічева — торговка

## Знімальна група
- Режисер — Марк Терещенко
- Сценарист — Василь Каменський
- Оператор — Йосип Рона
- Художник — Іван Суворов